# مارکو گالوزی
مارکو گالوزی (انگلیسی: Marco Gallozzi؛ زادهٔ ۲۷ ژوئیهٔ ۱۹۸۸) بازیکن فوتبال اهل ایتالیا است.
از باشگاه‌هایی که در آن بازی کرده‌است می‌توان به باشگاه فوتبال رجینا، باشگاه فوتبال کیه‌وو ورونا، باشگاه فوتبال پادوا، باشگاه فوتبال امپولی، و ماترا کالچو اشاره کرد.